# فنادق ومنتجعات موفنبيك
فنادق ومنتجعات موفنبيك (بالإنجليزية: Mövenpick Hotels & Resorts)‏ هي شركة سويسرية لإدارة الفنادق مقرها في بار ، سويسرا. وهي مملوكة بالكامل لشركة أكور منذ الاستحواذ عليها في سبتمبر 2018 من المساهمين السابقين وهم موفنبيك القابضة (بنسبة 66.7٪) وشركة المملكة القابضة السعودية (بنسبة 33.3٪). وهي تدير أكثر من 80 عقارًا ، بما في ذلك الفنادق والمنتجعات والسفن السياحية النيلية ، بالإضافة إلى 30 منتجعًا آخر مخطط لها أو قيد الإنشاء في جميع أنحاء الشرق الأوسط وآسيا. تقدم الشركة خدماتها لـ 5.8 مليون شخص سنويًا.

يشغل أوليفر شافي [الإنجليزية] منصب الرئيس التنفيذي للشركة منذ سبتمبر 2016.

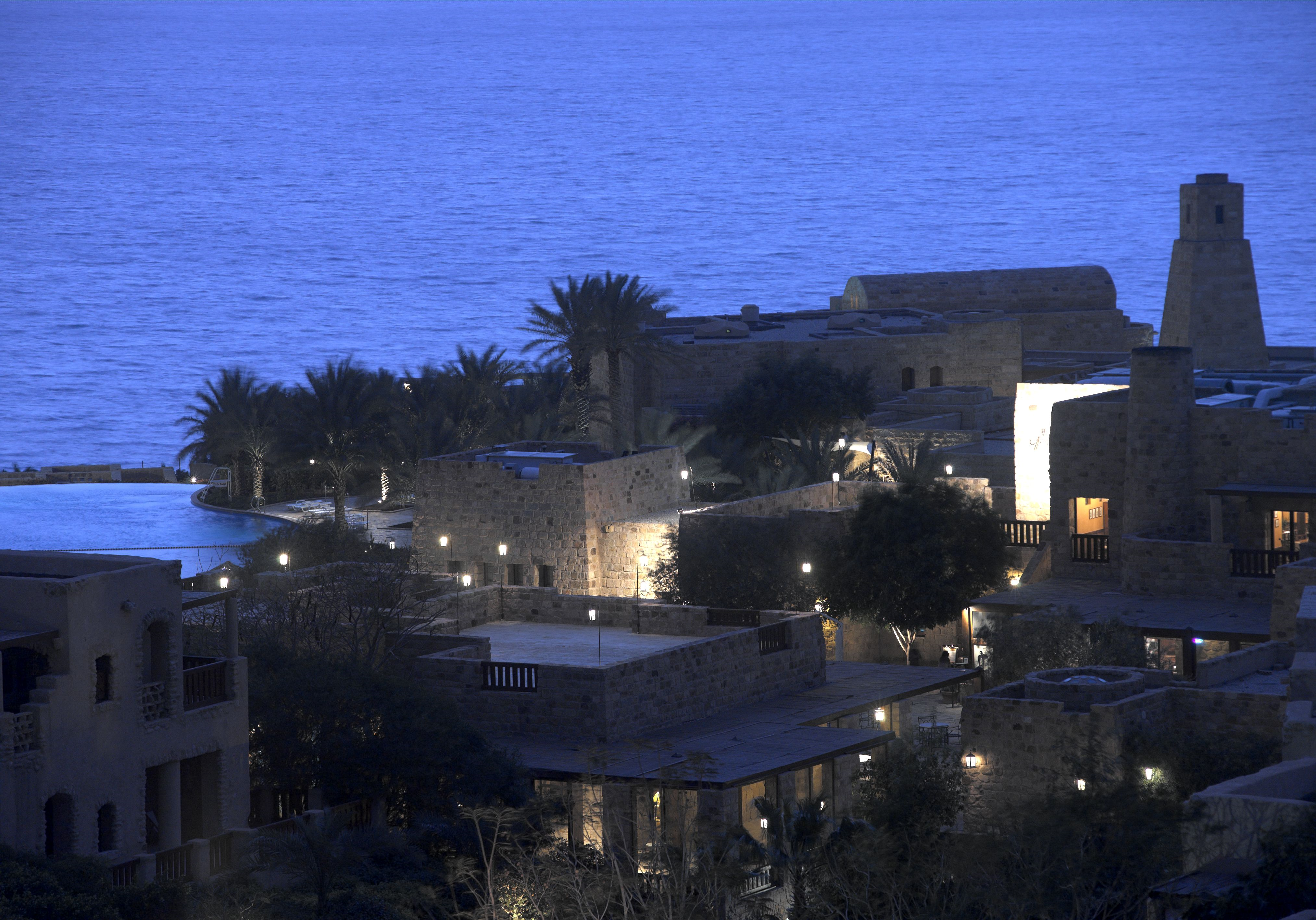
فندق موفنبيك البحر الميت

## وصلات خارجية
- Mövenpick Hotels website
- "world+travel+market"+movenpick+review+2003 Hospitality Net article
- World Travel Market website
- Great Hotels of the World